# Smärta
Smärta är en obehaglig sensorisk förnimmelse. Smärta utgör inom medicinen ett komplext begrepp som innefattar en rad olika aspekter utöver själva smärtförnimmelsen, man talar om de två aspekterna sensorisk-diskriminativ (ex. "var känns smärtan") och affektiv-motiverande (ex.  obehagskänsla och rädsla på grund av smärtan)
Ett flertal samhörande processer har inverkan vid smärta, såsom hur smärtan biologiskt och neurologiskt uppkommer, inklusive så kallad sensitisering.

## Definitioner och revisioner
Smärta definieras sedan 2020 av den globala organisationen "International Association for the Study of Pain (IASP)", som
Svenska: "En obehaglig sensorisk och känslomässig upplevelse förknippad med, eller liknande det som förknippas med, faktisk eller eventuell vävnadsskada" 
Engelskt original: “An unpleasant sensory and emotional experience associated with, or resembling that associated with, actual or potential tissue damage”
Revisionsarbete från den tidigare definitionen från 1978 undertogs år 2018 bland annat för att orden "described in terms" i definitionens fras "[...], or described in terms of such damage." enligt kommittén kunde tolkas som att en verbal yttran om smärttillståndet krävdes. Den nya definitionen syftade bland annat till att tydliggöra faktumet att smärta kan upplevas av exempelvis djur eller icke-verbala individer, fastän en muntlig beskrivning inte kan ges.
Tidigare (utdaterad) definition från 1978: "An unpleasant sensory and emotional experience associated with actual or potential tissue damage, or described in terms of such damage."

## Mekanism
- Smärta kan uppstå av potentiellt skadliga stimuli, som exempelvis vid hög värme eller vid stort mekaniskt tryck. Sådan smärta kallas nociceptiv smärta (och brukar på svenska kallas vävnadsskadesmärta). Ibland har kroppen svårt att lokalisera smärta och smärtan kan då varseblivas i en annan kroppsdel, vilket kallas refererad smärta (och ett exempel på det är att smärta vid hjärtinfarkt kan upplevas exempelvis ut i vänster arm).
- Smärta kan även uppstå vid olika skador eller sjukdomar i själva nervsystemet, både i det perifera nervsystemet, PNS, och i det centrala nervsystemet, CNS, och sådan nervskadesmärta kallas neuropatisk smärta (nervsmärta).
- En smärta som kännetecknas av en förändrad nociception, kallas numera nociplastisk smärta.
- Smärta kan också förekomma i samband med primära psykiatriska sjukdomar, i första hand vid olika allvarligare psykiatriska tillstånd och benämns psykogen smärta.
- Det finns även smärttillstånd med helt okänd mekanism (idiopatisk) och man talar då om idiopatisk smärta (smärta utan klarlagd orsak).[4]

## Nociceptiv smärta
En central del av smärta är så kallad vävnadsskadesmärta eller nociceptiv smärta. Nociception innebär aktivering av en receptor som kallas nociceptor som är selektiv för potentiellt skadligt stimuli. Exempel på potentiellt skadliga stimuli är extrem värme (mer än 43 °C) (korresponderande nociceptorer är: TRPV1, TRPV2, TRPV3, TREK-1), syror (TRPV1, ASIC, DRASIC), mekanisk påverkan (MDEG, DRASIC, TREK-1), kyla (mindre än 15 °C) (TRPMB) och cellskador (ATP-känsliga nociceptorer). Till de nociceptor-aktiverade smärtupplevelserna hör också inflammatorisk smärta som tjänar som förstärkning av de övriga nociceptoriska smärtupplevelserna (ligander kan här vara serotonin, histamin, prostaglandiner, ATP, vätejoner, TNF-alfa och interleukiner).

### Jonkanaler
- TRPV1 (vanilloidreceptorn) är en ickeselektiv katjonkanal som aktiveras av capsaicin (som finns i chilipeppar, den brännande känslan på tungan är med andra ord en smärtförnimmelse), leukotriener, hetta och syra (pH lägre än 6). Den sensitiseras av vätejoner, ATP, bradykinin och prostaglandiner vilket sänker smärttröskeln, som vid ischemisk smärta (exempel på ischemisk smärta är den brännande känslan i benen efter en hård löprunda, orsakat av den ökade halten syra som kommer av mjölksyreproduktionen hos arbetande muskler i anaeroba förhållanden).
- TRPM8 är ”Cold menthol”-receptorn som reagerar på temperaturer kring 25°C och bland annat mentol.
- TRPA1 aktiveras av extrem kyla. Nociceptorerna ger tillsammans med de vanliga temperaturreceptorerna ett mycket brett temperaturspektrum, från 0 (Anktm1) - 60°C (TRPV2).
- ASIC aktiveras av syra.
- P2X3 aktiveras av ATP.
- MDEG aktiveras mekaniskt med mekaniskt känsliga natriumkanaler.

### Perifer sensitisering
Perifer sensitisering innebär att tröskeln för nociceptiv stimulering sänks genom exempelvis en större receptorpotential (det vill säga fler jonkanaler eller lättare aktivering av jonkanaler, exempelvis TRPV1), eller sänkt tröskel för aktionspotentialen i nervcellsaxonet (det vill säga fler spänningskänsliga natriumjonkanaler och här är kanalerna Nav1.7-1.9 av Nav1.1-1.9 specifika för nociceptorer).
Att smärttröskeln sänks vid skador är en evolutionär fördel då onödiga potentiellt skadliga situationer undviks, det vill säga man blir extra försiktig.

### Nociceptiv exocytos och inflammatoriska egenskaper
Smärtstimuli kan om det är kraftigt orsaka exocytos (via axonatiska reflexer) av inflammationsbefrämjande och sensitiserande ligander som Substans P, NGF, CGRP och ATP från nociceptorer. Detta ger en inflammatorisk reaktion från vita blodkroppar som även den verkar sensitiserande genom frisättningen av exempelvis histaminer och prostaglandiner som binder in i nociceptorer kanske på andra platser än den ursprungliga lokalen för skadan.
Evolutionärt sett kan detta ses som en fördel då man undviker påverkan på (kring skadan) kringliggande vävnad och därmed risker för större skada. 

### Hyperalgesi och allodyni
Hyperalgesi är den medicinska termen för minskad smärttröskel. Fenomenet förstås bäst genom visualiserandet av en sigmoidal korrelationskurva mellan smärt-intensitet och stimuli-intensitet, där kurvan vid hyperalgesi förskjuts åt vänster. Om detta sker för långt kan smärtupplevelse induceras helt utan stimuli, det vill säga finnas spontant. Det finns såväl primär som sekundär hyperalgesi. Primär är från det skadade området och sekundär från intakt närliggande vävnad.
Allodyni är smärta orsakad av retningar som normalt inte orsakar smärta, exempelvis lätt beröring. Denna kan man uppleva till exempel om man tar en dusch efter en dag av solbadande.

### Små och stora receptiva fält
Nociceptiva afferenter (A delta-fibrer och C-fibrer) går från perifera nervsystemet till projektionsneuronen i ryggmärgens bakhorn. Det som skiljer A delta-fibrer och C-fibrer åt, är att den förra typen är myeliniserad och därmed leder signaler snabbare, medan den senare är omyeliniserad och därmed långsammare. I ryggmärgens olika lager leds sedan fibrerna in enligt en viss hierarki där små receptiva fält signalerar till nociceptivt specifika neuron (i lamina I) och stora receptiva fält också ger inflöde från tryck- och beröringsafferenter (via myeliniserade A beta-fibrer), samt från viscerala smärtafferenter, till Wide dynamic range-neuronen, WDR (vars kroppar finns i lamina V). 

### Central sensitisering
Central sensitisering förklaras av långtidspotentiering (LTP) av glutamat-synapserna, det vill säga en smärtinlärningsmekanism, samt minskad glycin och GABA-A-medierad hämning till följd av depolariserad kloridjämviktspotential. Sekundär hyperalgesi och allodyni kan ha sin förklaring i minskad hämning i dorsalhornet på grund av en perifer nervskada. Om denna är långvarig kan det leda till kroniska smärttillstånd på grund av patologiskt ökad smärtkänslighet. Strukturella förändringar, som bortfall och tillkomst av synapser, kan också vara orsak till kronisk smärta. Långtidsdepression (LTD) har vid experiment på människor i sin tur lett till minskad smärtupplevelse.

## Neuropatisk smärta
Vid neuropatisk smärta, finns en skada eller sjukdom i det somatosensoriska nervsystemet. Exempel på en perifer neuropatisk smärta är smärta som kan uppstå vid skada på en perifer nerv vid trauma eller kirurgi. En central neuropatisk smärta kan orsakas av en ryggmärgsskada eller av en hjärnskada som exempelvis efter stroke. 

### Neurom
Vid uppkomst av perifera nervskador i samband med skada initieras en läkningsprocess hos den skadade nerven där spänningskänsliga natriumjonkanaler, Nav, rekryteras vilket leder till sensitisering. Dessa nervenheter vid ofullbordad läkning, kallas neurom och är mycket lättretade.

## Nociplastisk smärta
Nociplastisk smärta, handlar om smärta kännetecknad av en förändrad nociception (men utan tecken på verklig eller hotad vävnadsskada, respektive utan sjukdom eller skada i det somatosensoriska systemet). Detta gäller exempelvis för fibromyalgipatienter.

## Psykogen smärta
Psykogen smärta kan förekomma vid primära psykiatriska sjukdomar. Ett något äldre begrepp är Kroniskt somatoformt smärtsyndrom.

## Idiopatisk smärta
Idiopatisk smärta beskriver smärta då den bakomliggande mekanismen inte är känd (tidigare har fibromyalgi angivits handla om en idiopatisk smärta).